# سیارک ۱۰۱۸۱
سیارک ۱۰۱۸۱ (به انگلیسی: 10181 Davidacomba، نامگذاری:1996FP3) ده هزار و صد و هشتاد و یکمین سیارک کشف شده‌است که در ۲۶ مارس ۱۹۹۶ کشف شد.
قدر مطلق سیارک برابر ۱۶٫۴۰ است.